# Johann Adam Reincken
Johann Adam Reincken (ursprungligen känd som Jan Adams Reinken), född (döpt den 10 december) 1643 i Deventer, död den 24 november 1722 i Hamburg, var en holländsk-tysk organist, svärfar till Andreas Kneller.
Uppgiften att Reincken fjortonårig kom till Holland, då fadern utvandrade dit från Elsass, är oriktig (födelseåret 1623 angavs av Johann Mattheson och har sedan dess förekommit i litteraturen). Däremot stämmer det att flytten ägde rum 1637.
Reincken var 1654–1657 elev till Heinrich Scheidemann i Hamburg och efterträdde honom 1663 som organist vid S:t Katharinenkyrkan, vilken syssla Reincken fyllde till sin död vid nära 79 års ålder. 
Han räknades bland nordtyska orgelskolans yppersta mästare, och Johann Sebastian Bach
vallfärdade flera gånger till Hamburg för att höra hans virtuosmässiga spel. 
Av Reinckens kompositioner (för violiner och klaver) gavs Hortus musicus och Partite diverse ut av Nederländska musikhistoriska sällskapet omkring förra sekelskiftet.

## Utmärkelser
Asteroiden 7661 Reincken är uppkallad efter honom.